# Lophozia tristaniana
Lophozia tristaniana là một loài rêu tản trong họ Jungermanniaceae. Loài này được (S.W. Arnell) Váňa miêu tả khoa học lần đầu tiên năm 1974.